# Phintias

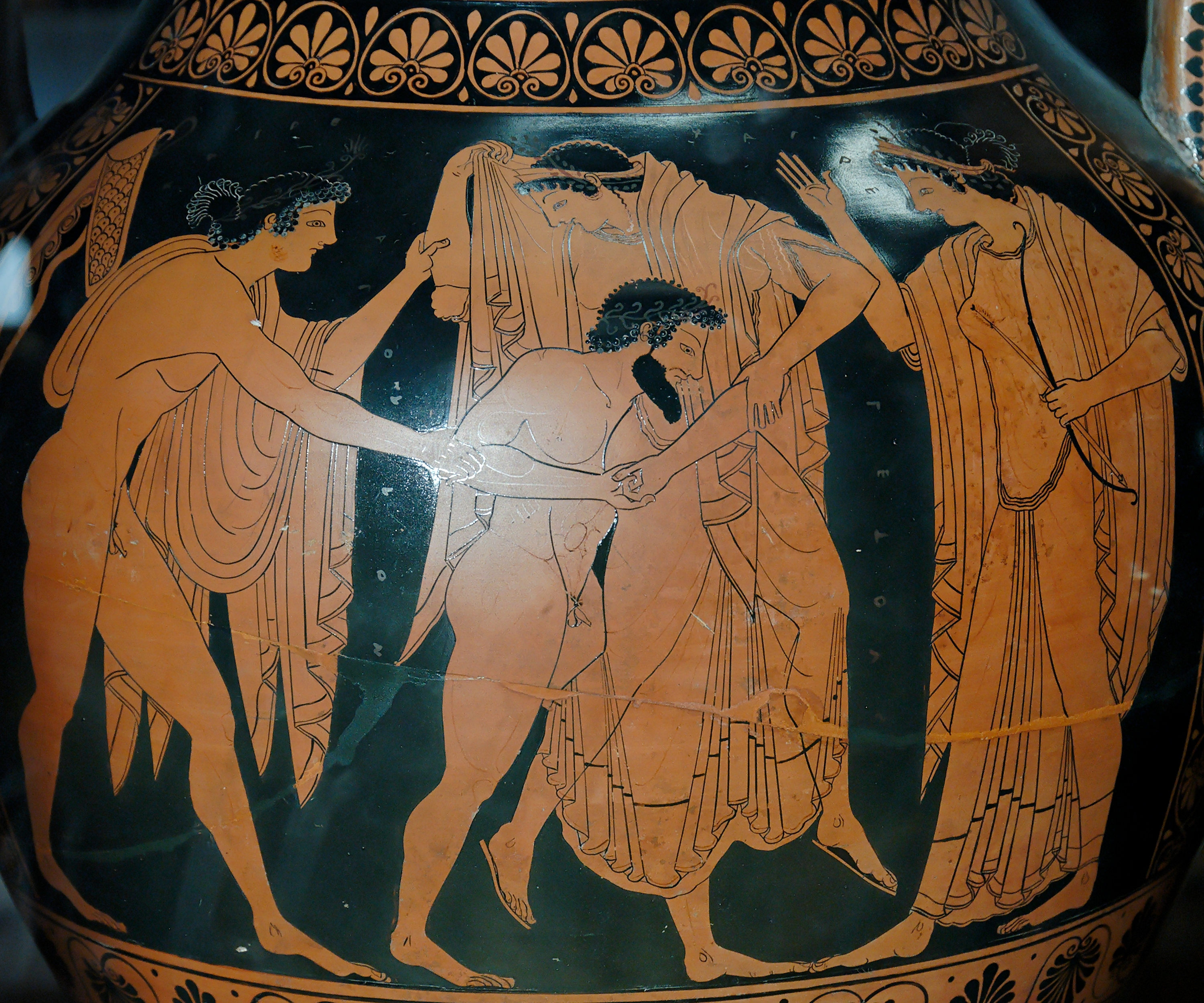
Phintias, anfora di tipo A a figure rosse, Tityos e Leto tra Artemide e Apollo. Parigi, Museo del Louvre G42

Phintias (in greco antico: Φιντίας?, Phintías; fl. 525 / 500 a.C.) è stato un ceramografo greco antico, originario dell'Attica e attivo ad Atene; allievo di Psiax, entrò a far parte in una fase avanzata della propria carriera del gruppo di ceramisti che John Beazley chiamò Pionieri, tra i quali si pone come un più anziano seguace di Euphronios.

## Attività
Come Euphronios e Euthymides, Phintias è un pittore di vasi di grandi dimensioni, tuttavia tra le sue opere conosciute la più antica sembra essere la coppa firmata conservata a Monaco di Baviera (Staatliche Antikensammlungen 2590), con il combattimento per il tripode tra Eracle e Apollo; è una coppa a figure rosse, ancora nella forma tipica delle coppe a occhioni, decorata in uno stile non ancora assimilabile a quello dei Pionieri e vicino a quello delle opere più antiche di Oltos e di Epiktetos, dove Phintias manifesta i debiti verso Psiax, il quale si palesa a partire da questa coppa come il suo più probabile maestro.
Le opere più recenti dimostrano già la piena adesione al nuovo stile elaborato dai Pionieri; è il caso dell'anfora di Tarquinia (Museo nazionale di Tarquinia RC 6843) dove è nuovamente presente la scena del combattimento per il tripode, ma dove le due figure si stagliano isolate sul fondo in modo differente rispetto al contrapporsi tra i due lottatori corpulenti sulla coppa di Monaco, ricordando piuttosto la leggiadra bellezza di Teseo sull'anfora di Euthymides (Monaco di Baviera, Staatliche Antikensammlungen 2309), di cui ripetono la postura e gli scorci nelle articolazioni inferiori. La scena dionisiaca sul lato opposto, malgrado l'accuratezza dei dettagli anatomici che rimanda ad Euphronios, sembra invece rimanere ancora aderente, soprattutto per quanto riguarda la composizione e la costruzione dei gruppi di figure, ai pittori della cerchia di Andokides.